# Martin Henssler
Martin Henssler (* 11. Juni 1953 in Stuttgart) ist ein deutscher Rechtswissenschaftler und emeritierter Professor für Bürgerliches Recht, Arbeitsrecht, Wirtschaftsrecht und Anwaltsrecht an der Universität zu Köln.

## Tätigkeiten
Henssler wurde nach dem Studium der Rechtswissenschaft an der Universität Konstanz mit der Dissertation Der Arbeitsvertrag im Konzern promoviert. In Konstanz habilitierte er sich mit der Arbeit Risiko als Vertragsgegenstand. Er ist geschäftsführender Direktor des Instituts für Arbeits- und Wirtschaftsrecht (AWR) der Universität zu Köln, des Instituts für Anwaltsrecht an der Universität zu Köln sowie Direktor des Instituts für Gesellschaftsrecht der Universität. Er ist Herausgeber und Autor wichtiger Publikationen im Bereich des Arbeitsrechts, des Gesellschaftsrechts, des Anwaltsrechts und des allgemeinen Zivilrechts. Vor seiner Tätigkeit als Professor, ab 1990 in Heidelberg, seit 1991 in Köln, war Henssler als Richter und Staatsanwalt in Baden-Württemberg tätig.
Von 2015 bis 2018 war Henssler Prorektor für Planung und wissenschaftliches Personal der Universität zu Köln. Zuvor war er von 2013 bis 2015 Dekan der Rechtswissenschaftlichen Fakultät der Universität zu Köln. Von 2006 bis 2012 war Henssler Vorsitzender der Ständigen Deputation des Deutschen Juristentages (DJT) und damit Präsident des 67. Deutschen Juristentages in Erfurt, des 68. Juristentags in Berlin und des 69. Juristentags in München. Von 2007 bis 2011 war er Vorstand der Zivilrechtslehrervereinigung.

## Entwurf eines Arbeitsvertragsgesetzes
Am 24. April 2007 wurde Henssler durch die Deutsche Gesellschaft für Gesetzgebung e. V. der erstmals ausgesetzte Preis für gute Gesetzgebung verliehen. Ausgezeichnet wurde Henssler gemeinsam mit seinem Kölner Kollegen Ulrich Preis für den gemeinsamen Diskussionsentwurf eines Arbeitsvertragsgesetzes, mit dem das Individualarbeitsrecht in einem Gesetzbuch zusammengefasst werden sollte.
Das Individualarbeitsrecht ist in der Bundesrepublik Deutschland – anders als in vielen europäischen Staaten – nicht in einem einheitlichen Gesetzbuch kodifiziert. Die Regelungen sind auf eine Vielzahl von einzelnen Gesetzen verstreut (u. a. BGB, KSchG, BUrlG, AGG). Bis heute sind alle Kodifikationsversuche (z. B. der sogenannte Professorenentwurf des DJT und die Entwürfe der Länder Brandenburg und Sachsen) in Deutschland gescheitert. Derzeit versucht die Bertelsmann Stiftung einen neuen Anlauf zur Realisierung dieses Vorhabens. Der Diskussionsentwurf von Henssler und Preis wurde in ihrem Auftrag erstellt.

## Weitere Ehrungen
Insbesondere für sein Wirken für den Deutschen Juristentag wurde Henssler mit dem Bundesverdienstkreuz am Bande geehrt. Die Auszeichnung wurde ihm im September 2012 von der Bundesjustizministerin Sabine Leutheusser-Schnarrenberger überreicht. Im Juni 2022 wurde Henssler mit dem Ehrenzeichen der Deutschen Anwaltschaft des Deutschen Anwaltvereins für sein Mitwirken an der Reform der Bundesrechtsanwaltsordnung ausgezeichnet.

## Schriften (Auswahl)
- Der Arbeitsvertrag im Konzern, Duncker & Humblot, Berlin 1983 (Schriften zum Sozial- und Arbeitsrecht Band 70)
- Risiko als Vertragsgegenstand, Mohr Siebeck Verlag, Tübingen 1991
- (zusammen mit Hanns Prütting): Kommentar zur Bundesrechtsanwaltsordnung, C. H. Beck, München 1997 (2. Auflage 2004)
- Kommentar zur Partnerschaftsgesellschaftsgesetz, C. H. Beck, München 1997 (2. Auflage 2008)
- (zusammen mit Lutz Strohn): Gesellschaftsrecht Kommentar, C.H. Beck, München 2011
- Soziale Mächtigkeit und organisatorische Leistungsfähigkeit als Voraussetzungen der Tariffähigkeit von Gewerkschaften – Das Beispiel der Christlichen Gewerkschaft Metall, Nomos Verlag, Baden-Baden 2006
- (zusammen mit Hans Brox und Bernd Rüthers): Arbeitsrecht, Kohlhammer-Verlag, Stuttgart, 16. Auflage 2004 (18. Auflage 2010)
- (zusammen mit Hans Brox): Handelsrecht, C. H. Beck, München, 19. Auflage 2006 (21. Auflage 2011)